# 康布兰沙特兰
康布兰沙特兰（法語：Camblain-Châtelain，法語發音：[kɑ̃blɛ̃ ʃatlɛ̃]）是法国上法蘭西大區加来海峡省的一个市镇，属于贝蒂讷区。

## 地理
康布兰沙特兰（50°28'56"N, 2°27'47"E）面积10.04 平方千米，位于法国上法蘭西大區加来海峡省，该省份为法国北部沿海省份，西北濒北海，南至索姆省，东临北部省。
与康布兰沙特兰接壤的市镇（或旧市镇、城区）包括：科希阿拉图尔、马雷、乌尔通、佩尔讷、布尔、卡洛讷-里库阿尔、迪耶瓦勒、迪维永、弗洛兰盖姆。
康布兰沙特兰的时区为UTC+01:00、UTC+02:00（夏令时）。

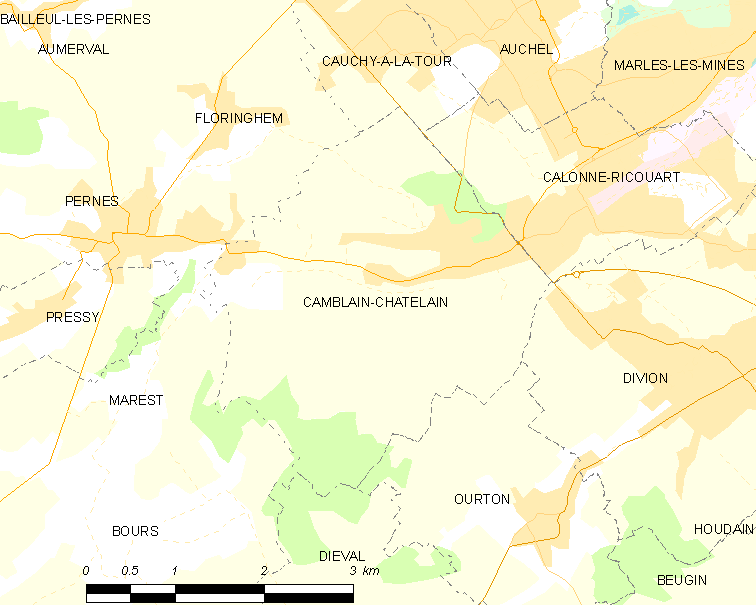
康布兰沙特兰的OSM定位图

## 行政
康布兰沙特兰的邮政编码为62470，INSEE市镇编码为62197。

## 政治
康布兰沙特兰所属的省级选区为欧谢勒县。

## 人口

1962-2008年间康布兰沙特兰人口变化图示

康布兰沙特兰于2022年1月1日时的人口数量为1766人。